# Ballonrebe
Die Ballonrebe (Cardiospermum halicacabum), auch Herzsame, Herzerbse, genannt, ist eine Pflanzenart in der Familie der Seifenbaumgewächse (Sapindaceae). Sie ist im tropischen und subtropischen Afrika, Amerika, auf dem Indischen Subkontinent und auf Malakka beheimatet.

## Beschreibung

### Vegetative Merkmale

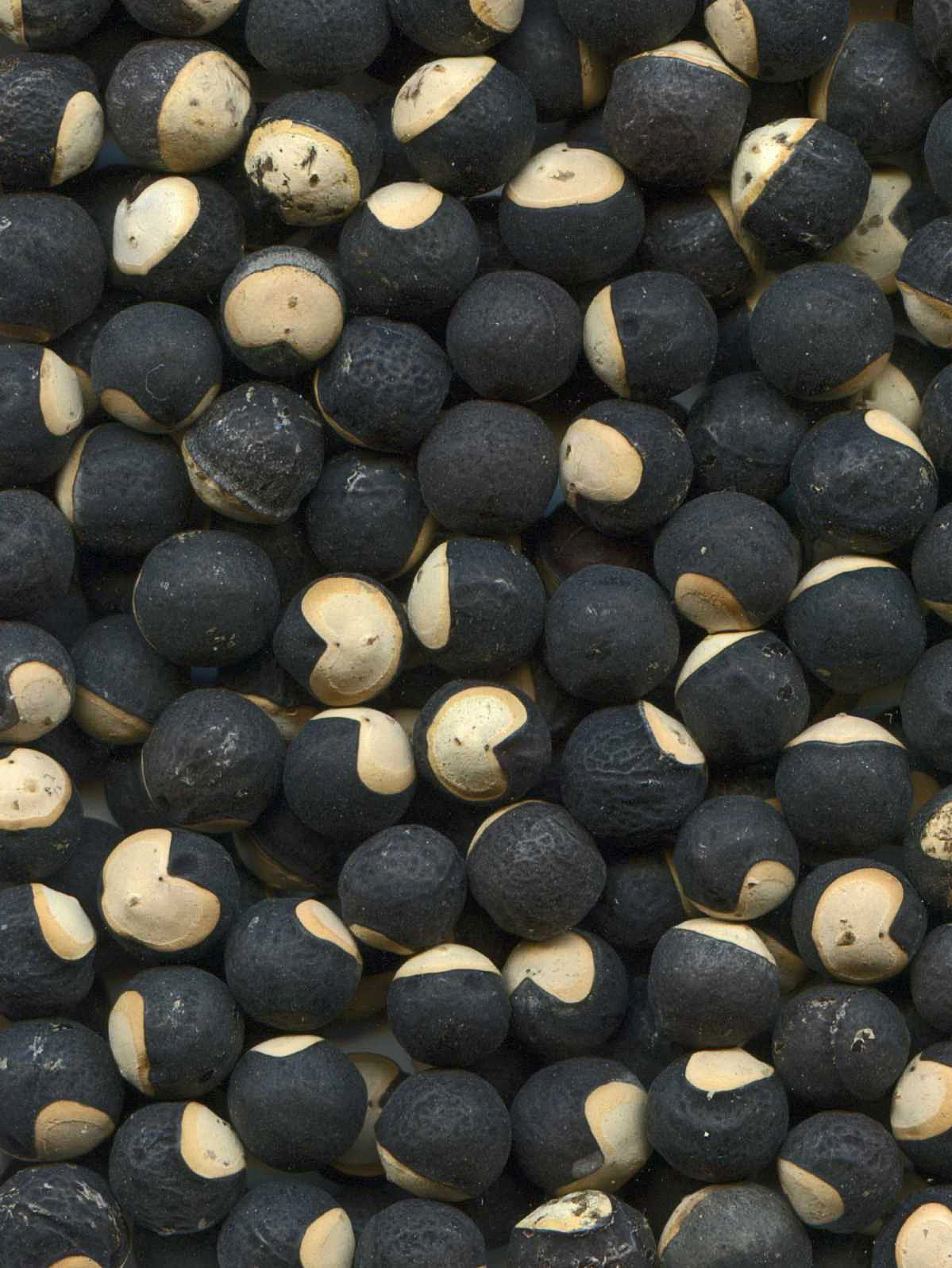
Samen

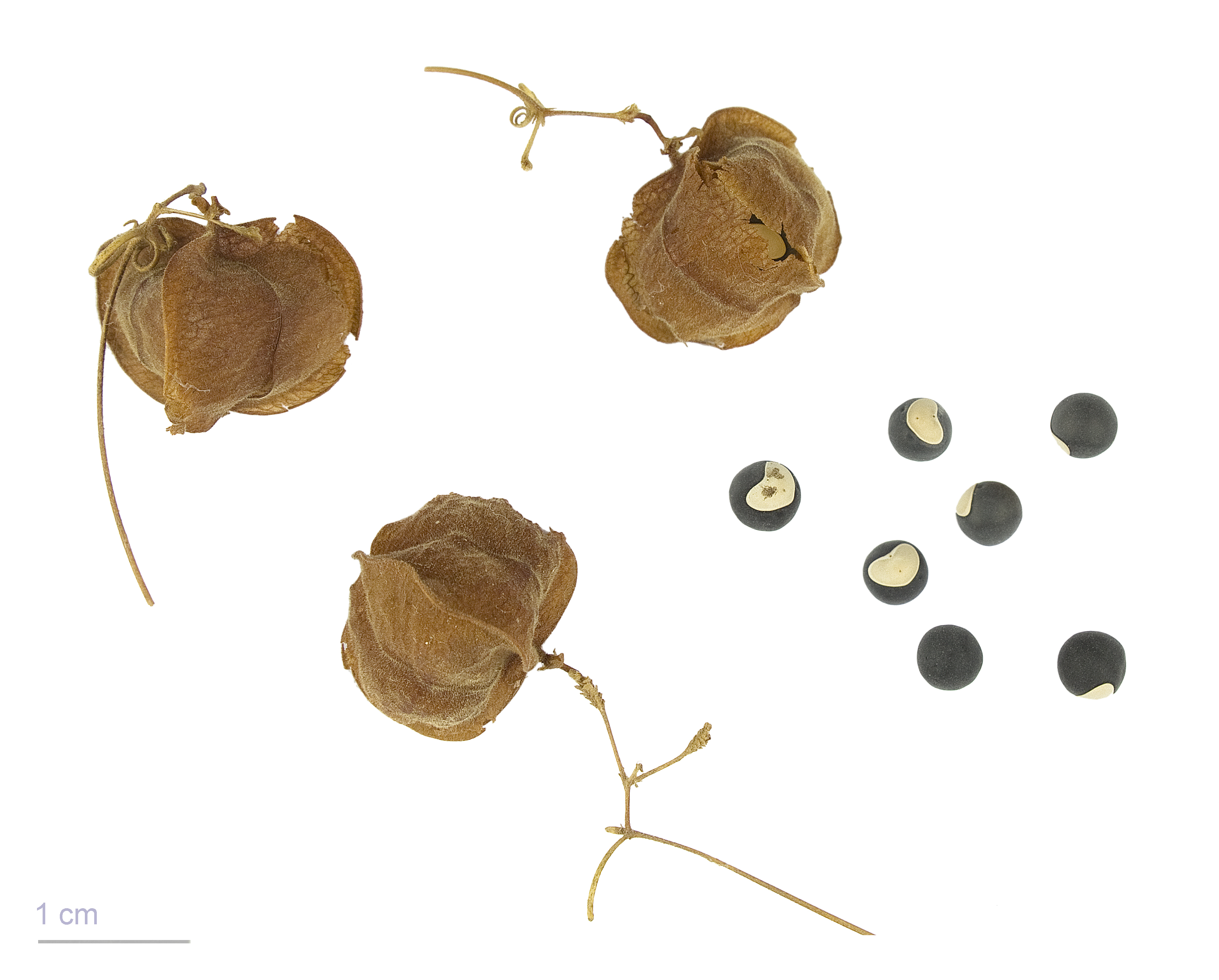
Früchte und Samen

Bei der Ballonrebe handelt es sich um eine stark wuchernde, einjährige, selten ausdauernde, krautige Kletterpflanze, die sogar an der Basis etwas verholzen kann. Sie kann schon mit Wuchshöhen von etwa 25 cm blühen, wächst jedoch meist viel höher bis auf 3,5 Meter. Die schlanken, gerillten Stängel sind kahl bis spärlich flaumig behaart.
Die am Stängel wechselständig angeordneten, 5 bis 6 cm langen, kurz gestielten, doppelt dreizähligen Laubblätter sind in Blattstiel und -spreite gegliedert. Der rinnige Blattstiel ist (0,5 bis) 1,5 bis 3,5 cm lang. Die gegenständigen Blättchen sind 1 bis 2 cm lang und die Endblättchen sind 3 bis 6 cm lang. Die sitzenden, eiförmigen, fast kahlen Blättchen sind gelappt bis geteilt und spitz bis zugespitzt sowie an der Basis kurz keilförmig und herablaufend. Die bis 3 cm langen, rinnigen Fiederstiele 1. Ordnung sind kurz bis knapp geflügelt. Die Nebenblätter sind zu winzigen, früh abfallenden Schuppen reduziert.

### Generative Merkmale
Die Ballonrebe ist einhäusig monözisch. Seitenständig auf einem 5 bis 9 cm langen, spärlich flaumig behaarten Blütenstandsschaft befinden sich ein zymöser Blütenstand mit oben am Blütenstandsschaft zwei gekringelten Ranken sowie drei bis sieben Blüten mit kleinen Tragblättern unten an den Gabelungen sowie oben an den Blütenstielen.
Die kurz gestielten, funktional eingeschlechtigen Blüten sind zygomorph und vierzählig mit doppelter Blütenhülle (Perianth). Von den vier freien, konkaven, haltbaren Kelchblättern sind die äußeren zwei kreisförmig, 2 mm lang und bewimpert, während die inneren zwei länglich-eiförmig, 3 bis 4 mm lang und kahl sind. Die vier weißen bis gelblichen Kronblätter sind verkehrt-eiförmig und etwa 3 mm lang, wobei die unteren zwei jeweils mit einer wolligen, gelben Schuppe geschmückt sind und zwei Nektardrüsen besitzen, die oberen zwei besitzen große, blattförmige Schuppen. In den männlichen Blüten sind zwei Kreise mit je vier freien Staubblättern und ein rudimentärer Stempel vorhanden. Die zusammengedrückten Staubfäden sind behaart und etwa 2 mm lang und die Staubbeutel sind etwa 0,5 mm lang. In den weiblichen Blüten ist ein verkehrt-eiförmiger, 2 bis 3 mm langer und borstiger, dreikammeriger, -kantiger Fruchtknoten mit einem kurzen, flaumig behaarten Griffel mit einer dreiteiligen Narbe und acht Staminodien vorhanden.
Die auffallenden, papierigen, fast kugeligen oder breit birnenförmigen, kantigen, lokulizidalen Kapselfrüchte besitzen einen Durchmesser von 3 bis 5 cm. Anfangs sind sie flaumig behaart, hellgrün, bei Reife sind es braune „Ballons“. In jeder der drei Fruchtkammern befindet sich nur ein Samen. Die Früchte sitzen gestielt am beständigen Kelch. Auffällig an den einzelnen Samenkörnern ist ein großer, heller, herzförmiger Fleck auf dem sonst matt schwarzen Samen. Die rundlichen Samen besitzen einen Durchmesser von etwa 4–6 mm und an ihrer Basis ein weißes, etwa 5 mm breites, herzförmiges Hilum (Arillus).

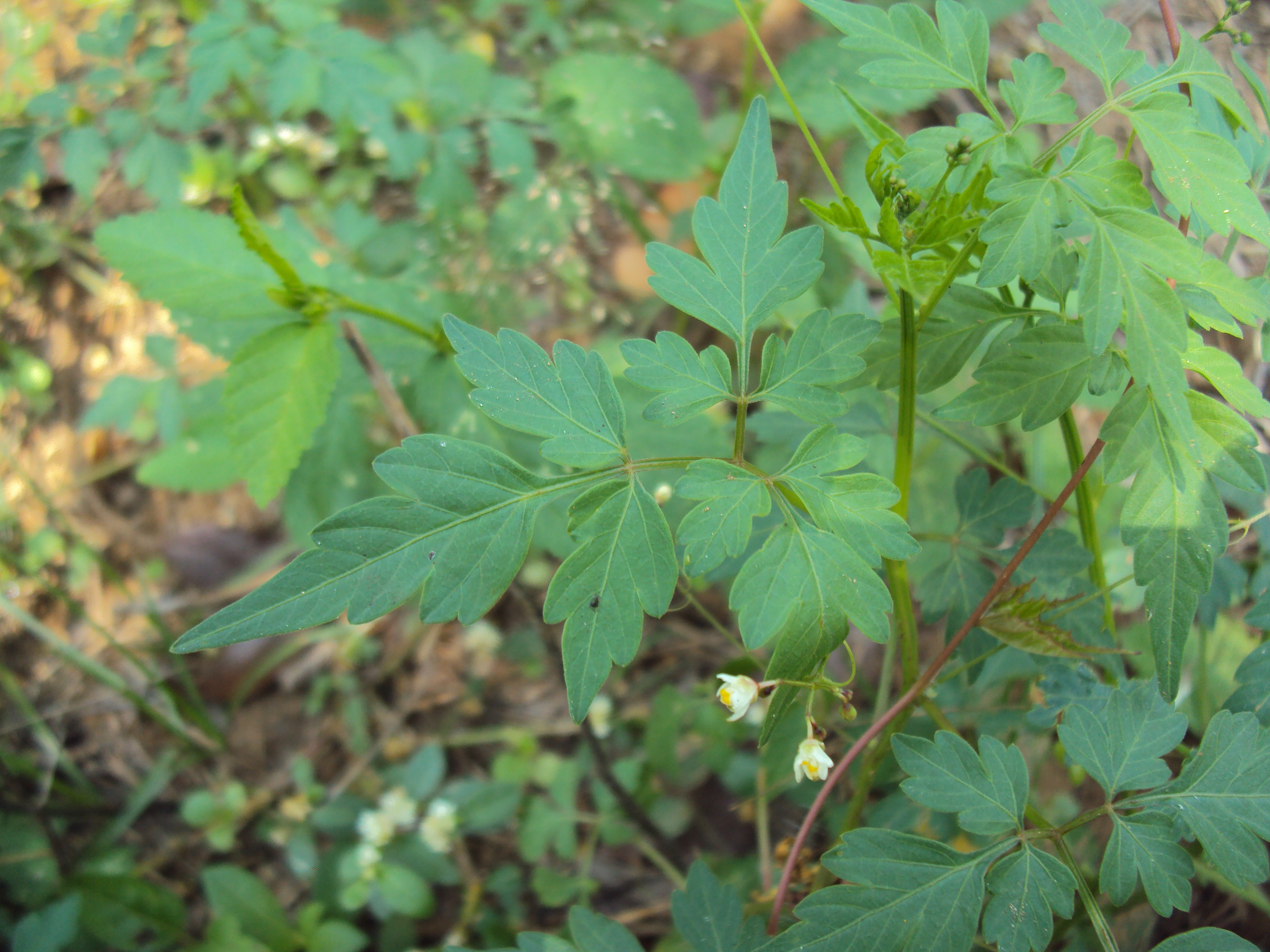
Doppelt dreizählige Blätter
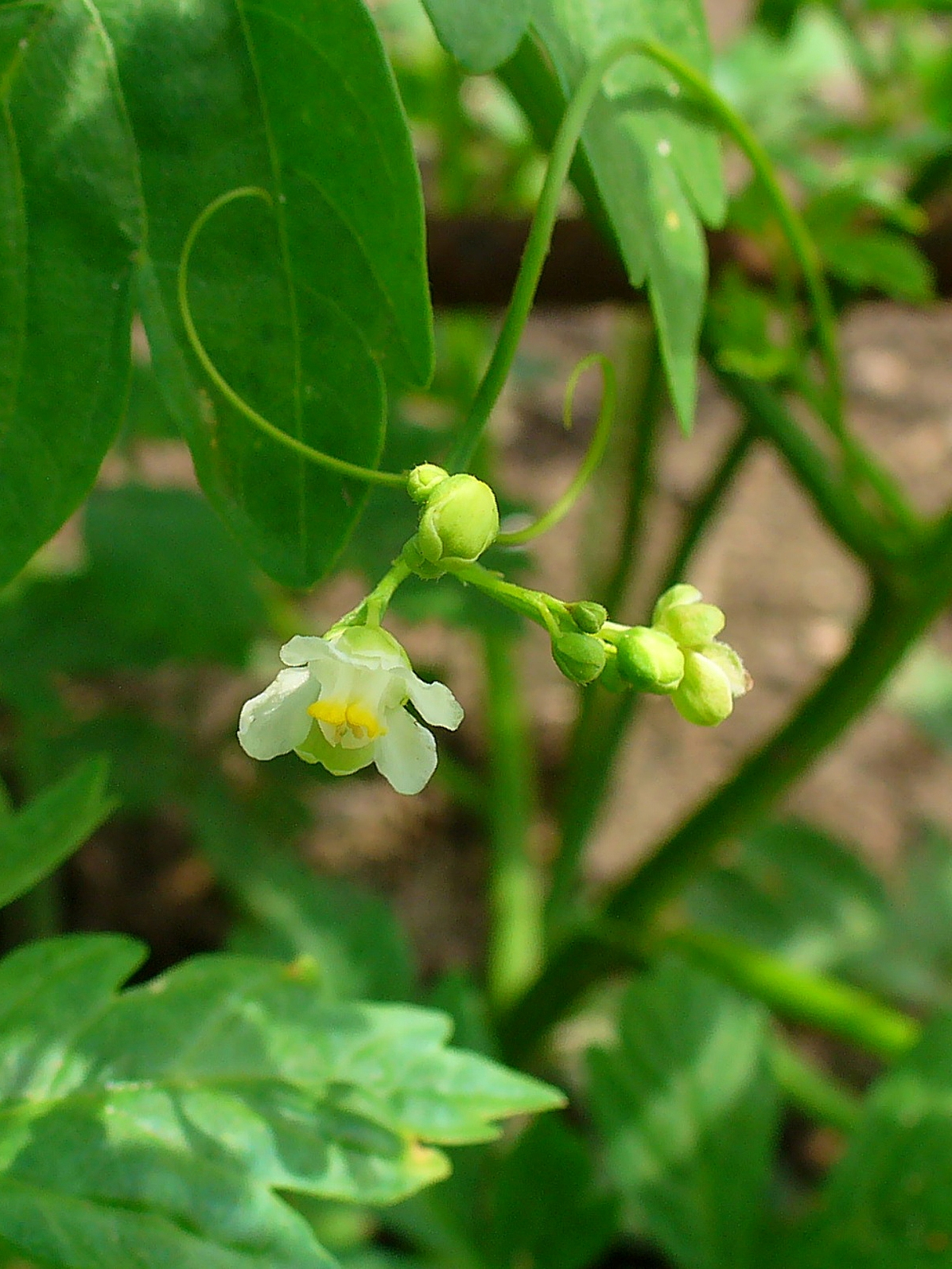
Blütenstand mit Blüten und Ranken
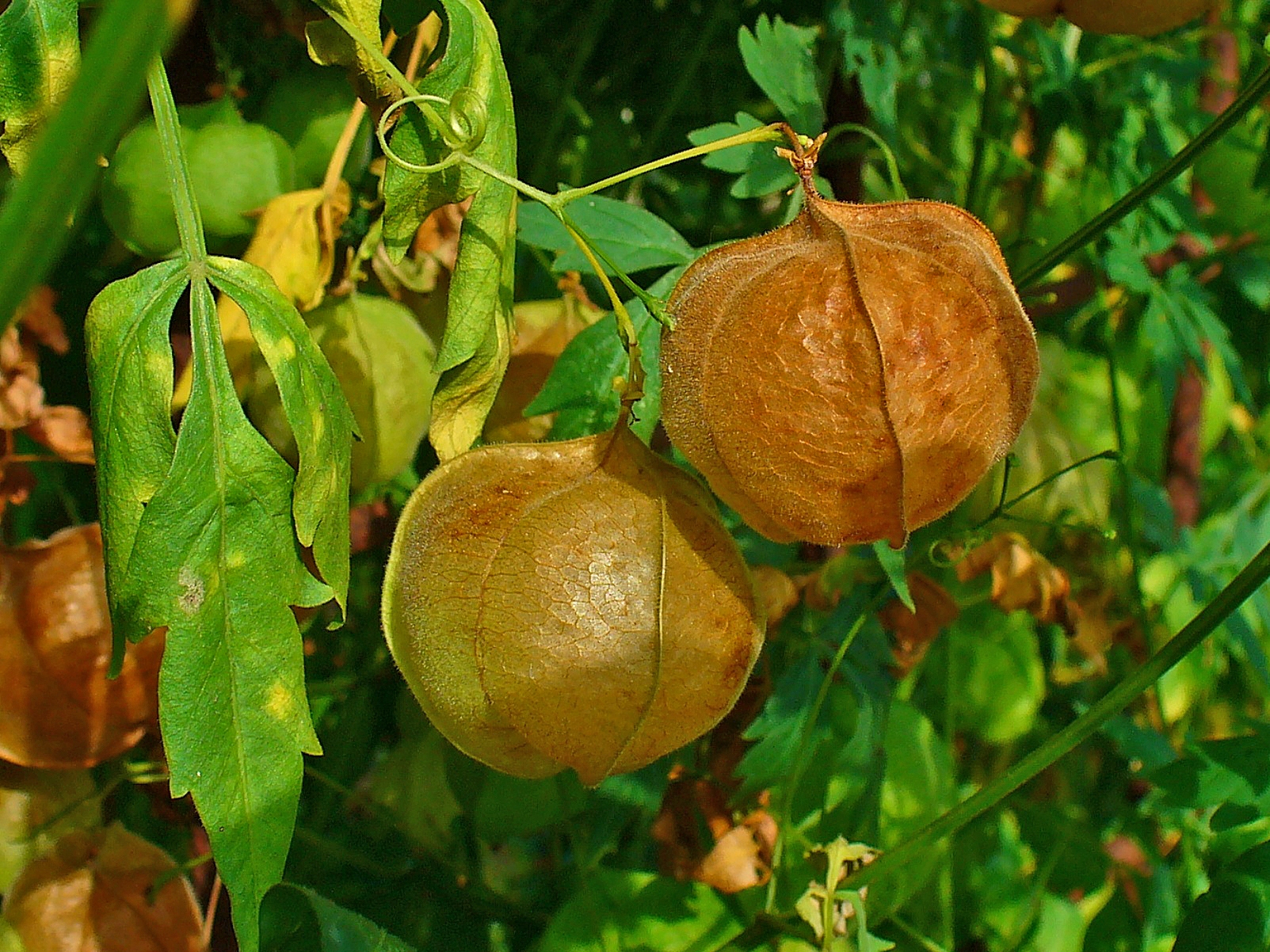
Reife Früchte

## Verbreitung
Die Ballonrebe stammt aus den Tropen und Subtropen, wird inzwischen jedoch auch im süddeutschen Raum angebaut.
Die Pflanze befindet sich auf der Liste invasiver gebietsfremder Arten von unionsweiter Bedeutung.

## Systematik
Der wissenschaftliche Namen Cardiospermum halicacabum wurde 1753 durch Carl von Linné in Species Plantarum, 1, S. 366–367 erstveröffentlicht. Den Gattungsnamen Cardiospermum, ins Deutsche übersetzt „Herzsame“, erhielt sie auf Grund ihrer großen, schwarzen Samen, deren weißes Mal an ein stilisiertes Herz erinnert. Das Artepitheton halicacabum stammt vom griechischen Wort für Salzfass und bezieht sich auf die aufgeblasenen Früchte, von denen auch der deutschen Trivialnamen Ballonrebe abgeleitet ist.
Es gibt mindestens zwei Varietäten:
- Cardiospermum halicacabum L. var. halicacabum
- Cardiospermum halicacabum var. microcarpum (Kunth) Blume

## Inhaltsstoffe
Triterpensaponine, Halicarsäure, Catechingerbstoffe, Terpene, Phytosterole, Flavonoide, Quebrachitol.

## Verwendung
Vor allem in der Homöopathie wird die Ballonrebe zur Behandlung ekzematischer Haut eingesetzt. Hierzu wird aus den blühenden Pflanzenteilen eine Urtinktur hergestellt. Diese wird auch zu Cremes und Salben weiterverarbeitet.
Die grünen Pflanzenteile werden als Gemüse gegessen. Die unterirdischen Pflanzenteile und Samen werden medizinisch genutzt.
Die Ballonrebe wird als einjährige Zierpflanze verwendet.